# Nubwenet
Nubwenet vagy Nebwenet ókori egyiptomi királyné volt, a VI. dinasztiabeli I. Pepi fáraó egyik felesége.
Címei: A jogar úrnője (wrt-ḥts), Aki látja Hóruszt és Széthet (m33t-ḥrw-stš), Nagy tiszteletben álló (wrt-ḥzwt), A király szeretett felesége (ḥmt-nỉswt mrỉỉt=f), Pepi-Mennefer szeretett királyi hitvese (ḥmt-nỉswt nt ppỉỉ-mn-nfr mrỉỉt=f), Hórusz társa (smrt-ḥrw).
Nubwenetet férje szakkarai piramiskomplexumában temették el, piramisa Pepiétől keletre fekszik. Kis mészkőpiramisának oldalhossza és magassága is kb. 21 m. Mára jórészt elpusztult halotti temploma vályogból épült.